# Етридж (Теннессі)
Етридж (англ. Ethridge) — місто (англ. town) в США, в окрузі Лоуренс штату Теннессі. Населення — 537 осіб (2020).

## Географія
Етридж розташований за координатами 35°19′18″ пн. ш. 87°18′4″ зх. д. / 35.32167° пн. ш. 87.30111° зх. д. (35.321594, -87.301225).  За даними Бюро перепису населення США в 2010 році місто мало площу 3,04 км², уся площа — суходіл.

## Демографія
Згідно з переписом 2010 року, у місті мешкало 465 осіб у 190 домогосподарствах у складі 125 родин. Густота населення становила 153 особи/км².  Було 218 помешкань (72/км²).
Расовий склад населення:
| - 98,1 % — білих - 0,6 % — азіатів - 0,2 % — корінних американців |

До двох чи більше рас належало 0,9 %. Частка іспаномовних становила 1,3 % від усіх жителів.
За віковим діапазоном населення розподілялося таким чином: 25,8 % — особи молодші 18 років, 61,9 % — особи у віці 18—64 років, 12,3 % — особи у віці 65 років та старші. Медіана віку мешканця становила 36,8 року. На 100 осіб жіночої статі у місті припадало 90,6 чоловіків;  на 100 жінок у віці від 18 років та старших — 83,5 чоловіків також старших 18 років.
Середній дохід на одне домашнє господарство  становив 33 383 долари США (медіана — 30 313), а середній дохід на одну сім'ю — 35 269 доларів (медіана — 30 156). Медіана доходів становила 32 143 долари для чоловіків та 26 667 доларів для жінок. За межею бідності перебувало 34,9 % осіб, у тому числі 51,3 % дітей у віці до 18 років та 8,8 % осіб у віці 65 років та старших.
Цивільне працевлаштоване населення становило 184 особи. Основні галузі зайнятості: освіта, охорона здоров'я та соціальна допомога — 27,7 %, роздрібна торгівля — 23,9 %, виробництво — 21,2 %.